# Wimbledon Championships 1980
Die 94. Wimbledon Championships fanden vom 23. Juni bis zum 6. Juli 1980 in London, Großbritannien statt. Ausrichter war der All England Lawn Tennis and Croquet Club.

## Herreneinzel

### Setzliste
| Nr. | Spieler          | Erreichte Runde |
| --- | ---------------- | --------------- |
| 01. | Björn Borg       | Sieg            |
| 02. | John McEnroe     | Finale          |
| 03. | Jimmy Connors    | Halbfinale      |
| 04. | Vitas Gerulaitis | Achtelfinale    |
| 05. | Roscoe Tanner    | Viertelfinale   |
| 06. | Gene Mayer       | Viertelfinale   |
| 07. | Peter Fleming    | Viertelfinale   |
| 08. | Víctor Pecci     | 3. Runde        |

| Nr. | Spieler         | Erreichte Runde |
| --- | --------------- | --------------- |
| 09. | Pat DuPré       | 3. Runde        |
| 10. | Ivan Lendl      | 3. Runde        |
| 11. | Harold Solomon  | Rückzug         |
| 12. | Yannick Noah    | Rückzug         |
| 13. | Wojciech Fibak  | Viertelfinale   |
| 14. | Victor Amaya    | 1. Runde        |
| 15. | Stan Smith      | 3. Runde        |
| 16. | José Luis Clerc | 3. Runde        |

## Dameneinzel

### Setzliste
| Nr. | Spielerin           | Erreichte Runde |
| --- | ------------------- | --------------- |
| 01. | Martina Navratilova | Halbfinale      |
| 02. | Tracy Austin        | Halbfinale      |
| 03. | Chris Evert-Lloyd   | Finale          |
| 04. | Evonne Cawley       | Sieg            |
| 05. | Billie Jean King    | Viertelfinale   |
| 06. | Wendy Turnbull      | Viertelfinale   |
| 07. | Virginia Wade       | Achtelfinale    |
| 08. | Dianne Fromholtz    | Achtelfinale    |

| Nr. | Spielerin        | Erreichte Runde |
| --- | ---------------- | --------------- |
| 09. | Hana Mandlíková  | Achtelfinale    |
| 10. | Kathy Jordan     | Achtelfinale    |
| 11. | Greer Stevens    | Viertelfinale   |
| 12. | Virginia Ruzici  | 2. Runde        |
| 13. | Sue Barker       | 2. Runde        |
| 14. | Andrea Jaeger    | Viertelfinale   |
| 15. | Regina Maršíková | 2. Runde        |
| 16. | Sylvia Hanika    | 2. Runde        |

## Herrendoppel

### Setzliste
| Nr. | Paarung                        | Erreichte Runde |
| --- | ------------------------------ | --------------- |
| 01. | Peter Fleming John McEnroe     | Halbfinale      |
| 02. | Marty Riessen Sherwood Stewart | 2. Runde        |
| 03. | Brian Gottfried Raúl Ramírez   | Viertelfinale   |
| 04. | Bob Lutz Stan Smith            | Finale          |
| 05. | Wojciech Fibak Tom Okker       | 2. Runde        |
| 06. | Heinz Günthardt Frew McMillan  | Viertelfinale   |
| 07. | Peter McNamara Paul McNamee    | Sieg            |
| 08. | Victor Amaya Hank Pfister      | Viertelfinale   |

| Nr. | Paarung                       | Erreichte Runde |
| --- | ----------------------------- | --------------- |
| 09. |                               | Rückzug         |
| 10. | Andrew Pattison Butch Walts   | 1. Runde        |
| 11. | Tim Gullikson Tom Gullikson   | 2. Runde        |
| 12. | Anand Amritraj Vijay Amritraj | Achtelfinale    |
| 13. |                               | Rückzug         |
| 14. | Buster Mottram Ilie Năstase   | 1. Runde        |
| 15. | John Sadri Tim Wilkison       | Achtelfinale    |
| 16. | Rod Frawley Geoff Masters     | Achtelfinale    |

## Damendoppel

### Setzliste
| Nr. | Paarung                              | Erreichte Runde |
| --- | ------------------------------------ | --------------- |
| 01. | Billie Jean King Martina Navratilova | Halbfinale      |
| 02. | Rosie Casals Wendy Turnbull          | Finale          |
| 03. | Pam Shriver Betty Stöve              | Viertelfinale   |
| 04. | Kathy Jordan Anne Smith              | Sieg            |

| Nr. | Paarung                           | Erreichte Runde |
| --- | --------------------------------- | --------------- |
| 05. | Greer Stevens Virginia Wade       | Viertelfinale   |
| 06. | Chris Evert-Lloyd Virginia Ruzici | Viertelfinale   |
| 07. | Sue Barker Ann Kiyomura           | Viertelfinale   |
| 08. | Hana Mandlíková Renáta Tomanová   | 2. Runde        |

## Mixed

### Setzliste
| Nr. | Paarung                        | Erreichte Runde |
| --- | ------------------------------ | --------------- |
| 01. | Betty Stöve Frew McMillan      | Halbfinale      |
| 02. | Billie Jean King Dick Stockton | Viertelfinale   |
| 03. | Evonne Cawley John Newcombe    | 2. Runde        |
| 04. | Wendy Turnbull Ross Case       | Halbfinale      |

| Nr. | Paarung                         | Erreichte Runde |
| --- | ------------------------------- | --------------- |
| 05. | Anne Smith Vijay Amritraj       | 2. Runde        |
| 06. | Dianne Fromholtz Mark Edmondson | Finale          |
| 07. | Greer Stevens Colin Dowdeswell  | Viertelfinale   |
| 08. | Rosie Casals Anand Amritraj     | Viertelfinale   |